# Offinso

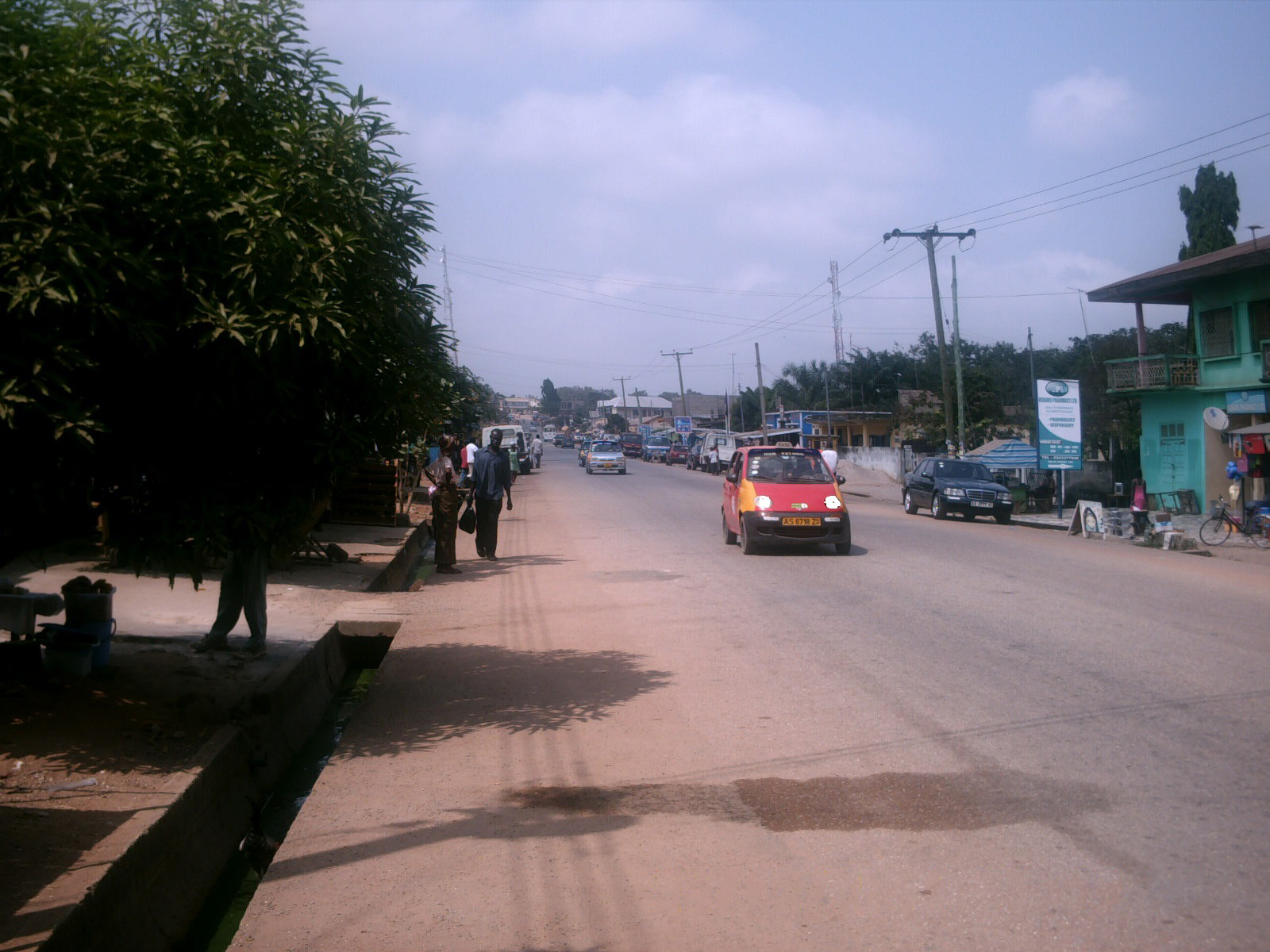
Gata i Offinso.

Offinso är en ort i västra Ghana. Den är huvudort för distriktet Offinso, och folkmängden uppgick till 11 650 invånare vid folkräkningen 2010. Offinso har växt ihop med ett tiotal omgivande samhällen, och denna tätort har cirka 30 000 invånare.